# Fusselrasierer

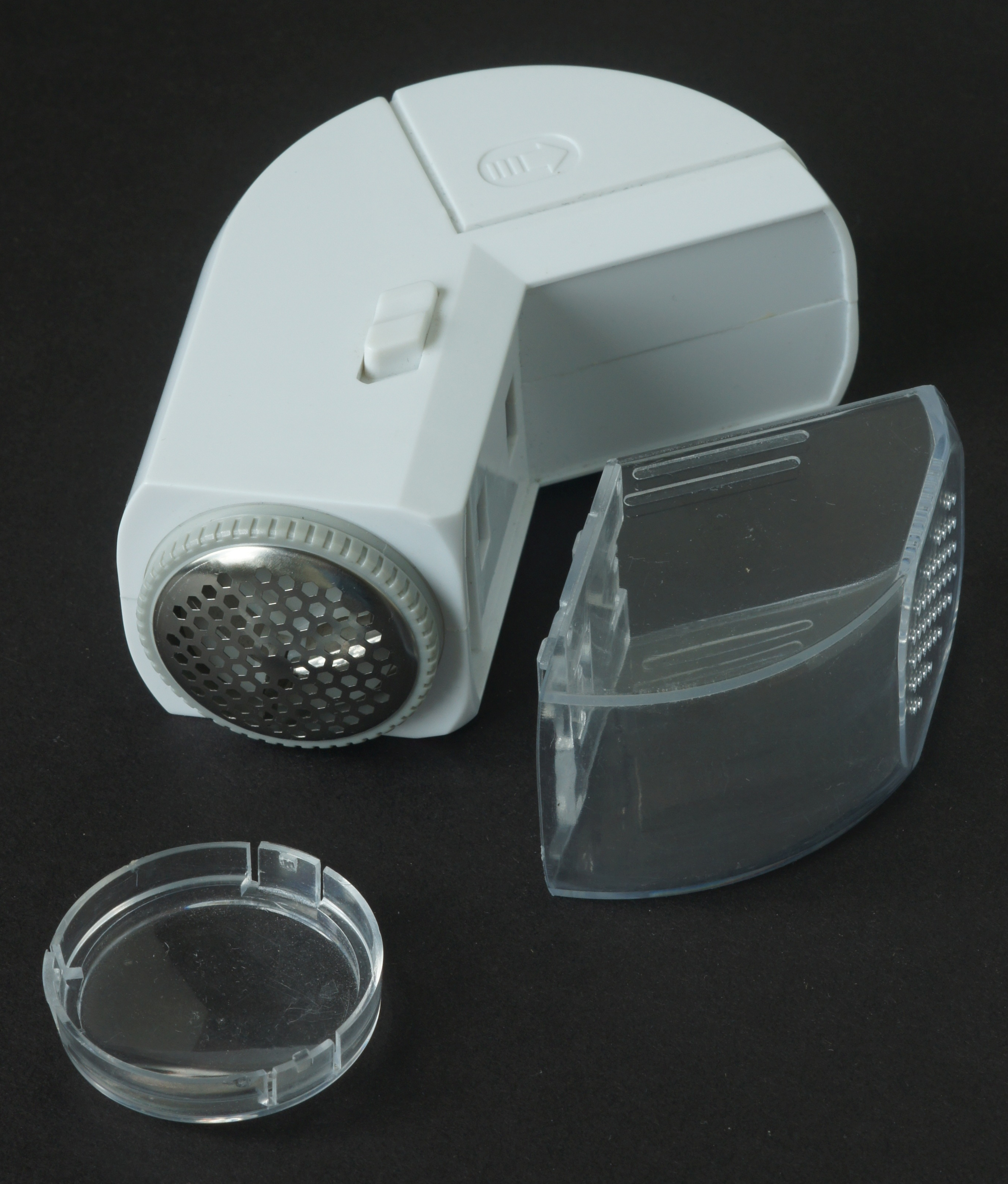
Fusselrasierer

Der Fusselrasierer (andere Bezeichnungen: Knotenrasierer, Knötchenrasierer, Fusselfräse, Fusselwolf, Kleidungsrasierer, Flusenentferner, Fusselentferner) ist neben der Kleiderbürste und der Fusselrolle ein Handgerät zum Entfernen von Fusseln auf Kleidungsstücken, Möbeln und anderen Textilien. 
Das Gerät arbeitet wie ein gewöhnlicher elektrischer Rasierapparat: Hinter einem Scherblatt rotiert ein Scherkopf, der die durch das Gitter des Scherblatts hindurchragenden Fusseln abschneidet und in einem Auffangbehälter sammelt. Fusselrasierer sind besonders dazu geeignet, Kleidungsstücke aus Wolle, die durch häufiges Waschen ausgefranst sind oder bei denen sich kleine Knötchen zwischen den Fusseln gebildet haben, wieder ansprechend erscheinen zu lassen.